# Gol Gumbaz
A Gol Gumbaz Mohamed Adil Sáh bídzsápuri szultán mauzóleuma. Vidzsajapur területén fekszik az indiai karnátaka államban. A neve „Gola Gummata”, azaz körkörös palota megnevezéséből származik. 1626 és 1656 között épült a dekkáni építészet stílusában.
A négyzetes alaprajzú épület méretei: 47.5 m X 44 m. A mennyezeten nyolc egymást keresztező ív, amelyet két egymásból elforgatott négyzet hoz létre, egymással összeköttetésben lévő függesztőket alkot, ezek tartják a nagykupolát. A kocka mind a négy sarkában egy nyolcszögletű, hétemeletes, kupolás torony áll. Mindegyikben lépcsőház van, felső emelete a kupolát körülvevő kerek galériára nyílik.
A mauzóleumterem belsejében egy négyzet alakú dobogós lépcső található mindkét oldalon. A dobogó közepén egy földalatti födémlemez jelöli magát a sírt, egyetlen példaként a Dekkán szultanátusok építészetében. Az északi oldal közepén egy nagy, nyolcszögletű öböl kiemelkedik. A mauzóleum 1700 m2-es területtel rendelkezik, egyike  a világ egyik legnagyobb egykamrás tereinek. A közvetlenül a kupola alatt, az épület belsejében futó galérián, a tér akusztikája miatt  még a legkisebb hang is hallható, amit a tér másik oldalán elsuttognak.
A komplexumban múzeum is található, amit a brit uralom alatt alapították 1892-ben.

## Galéria

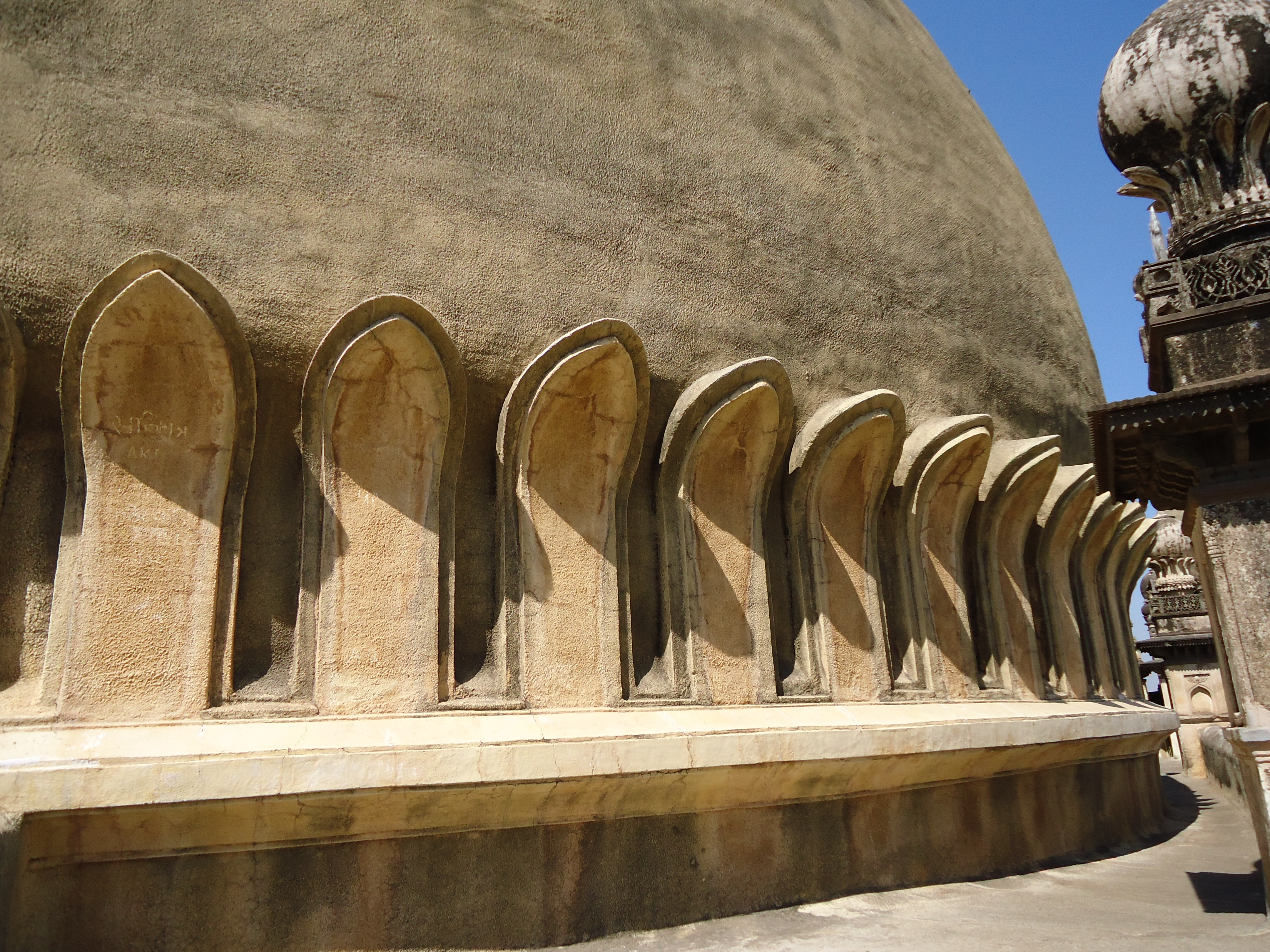
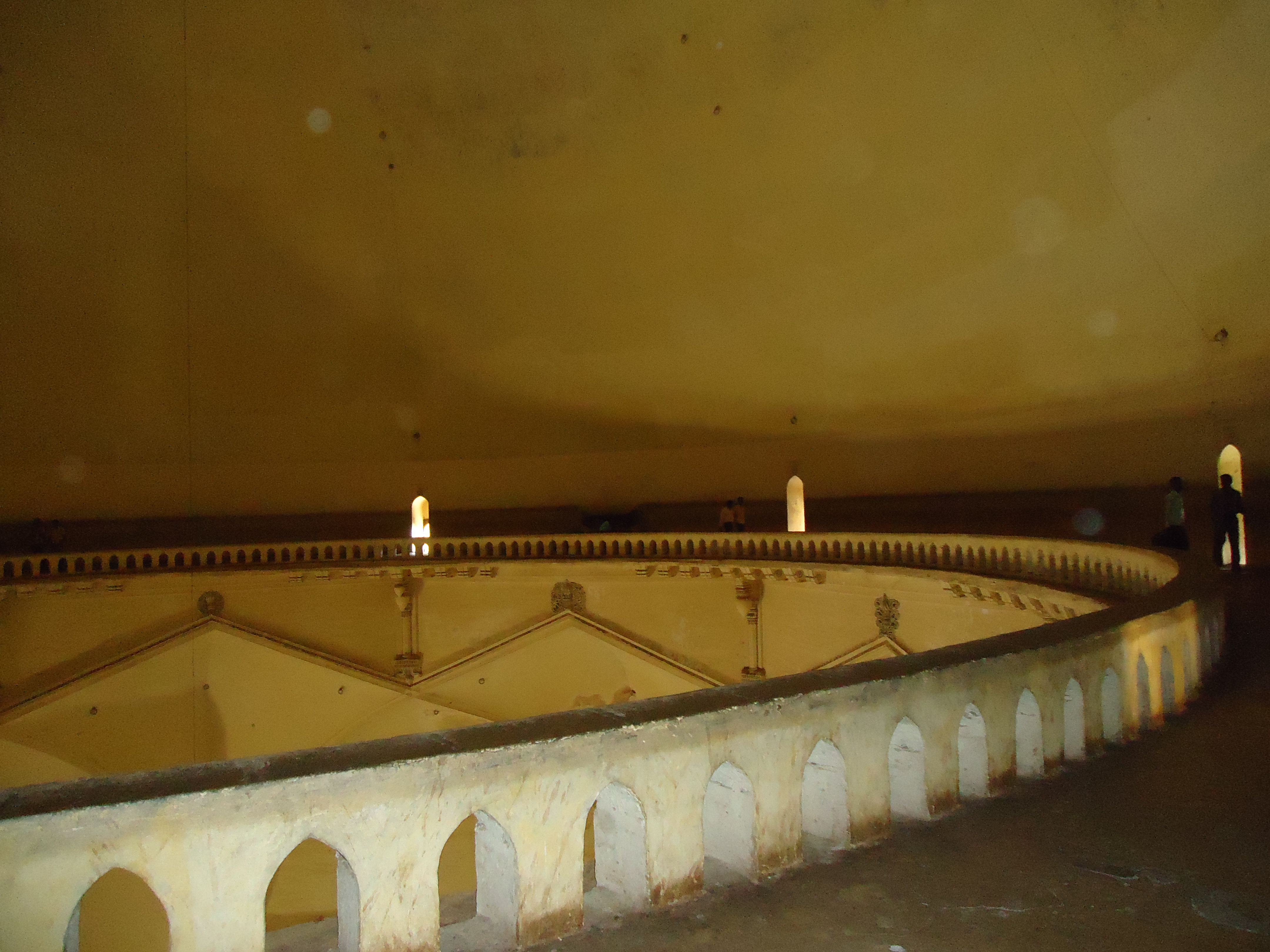
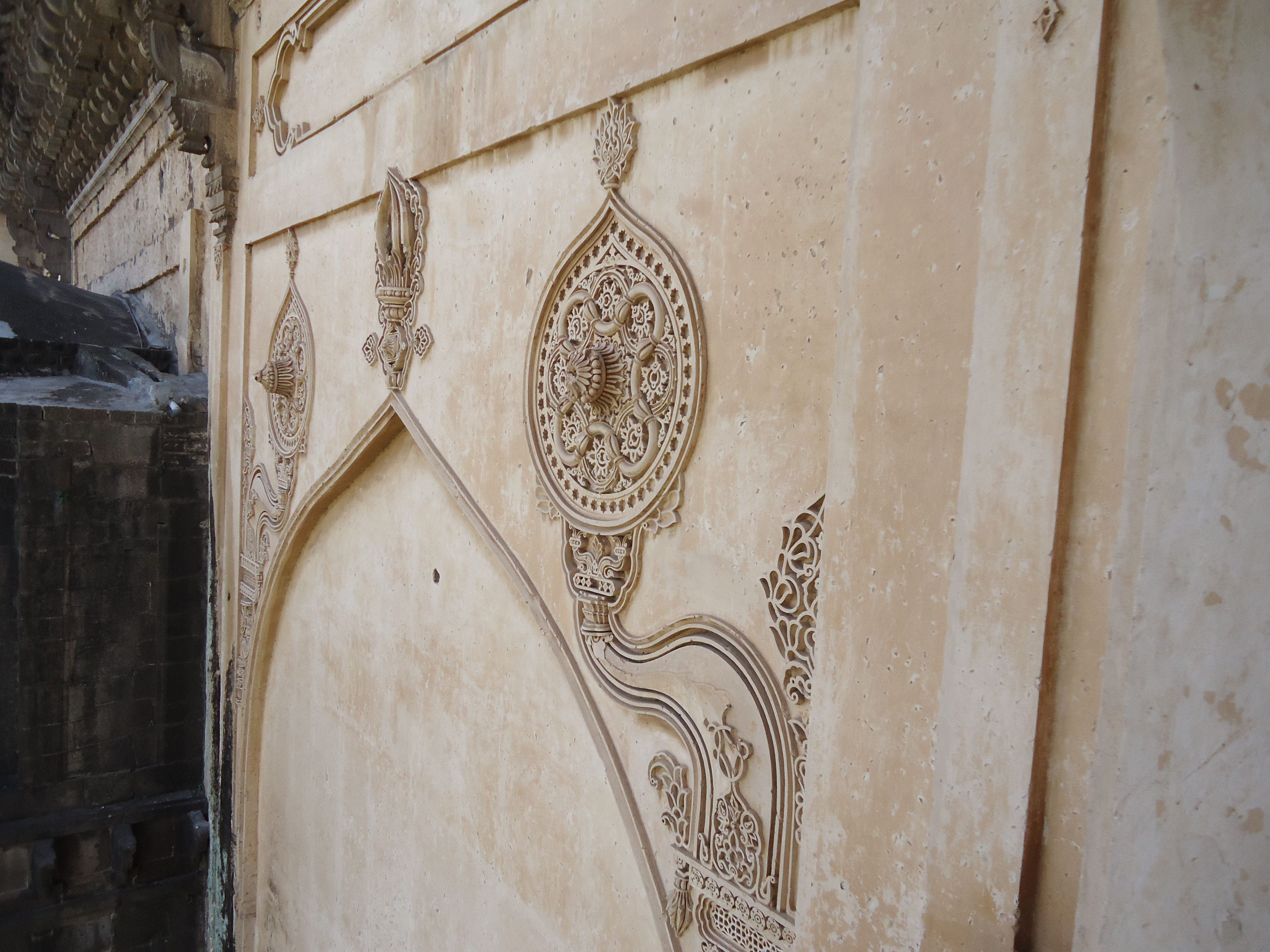
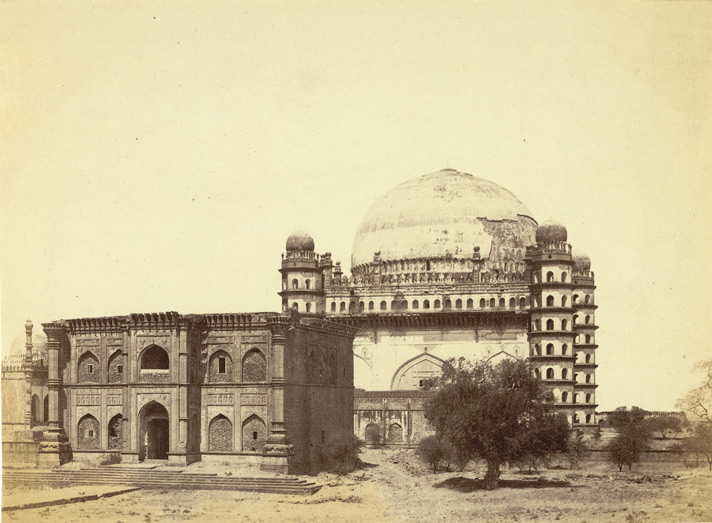
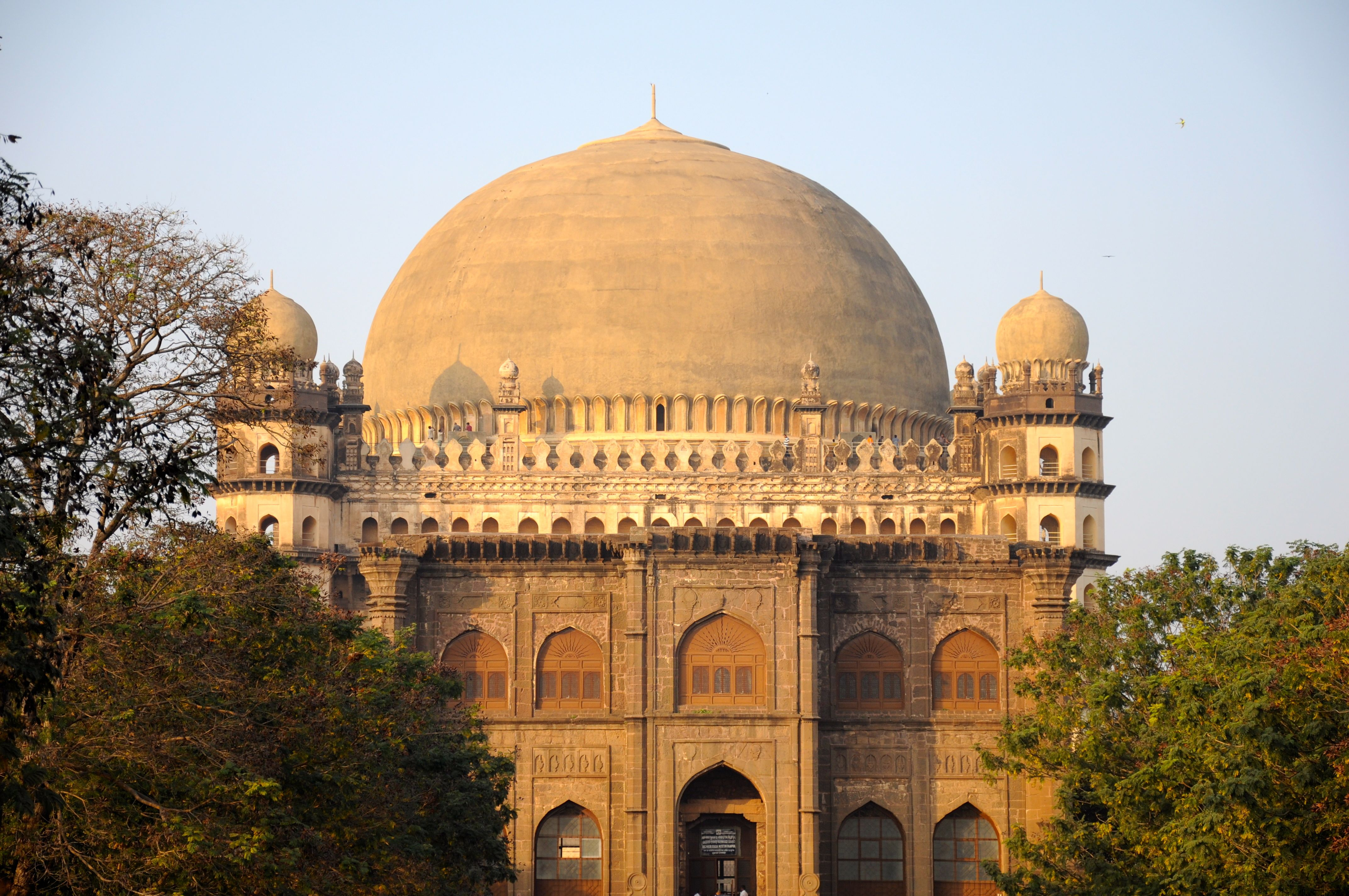
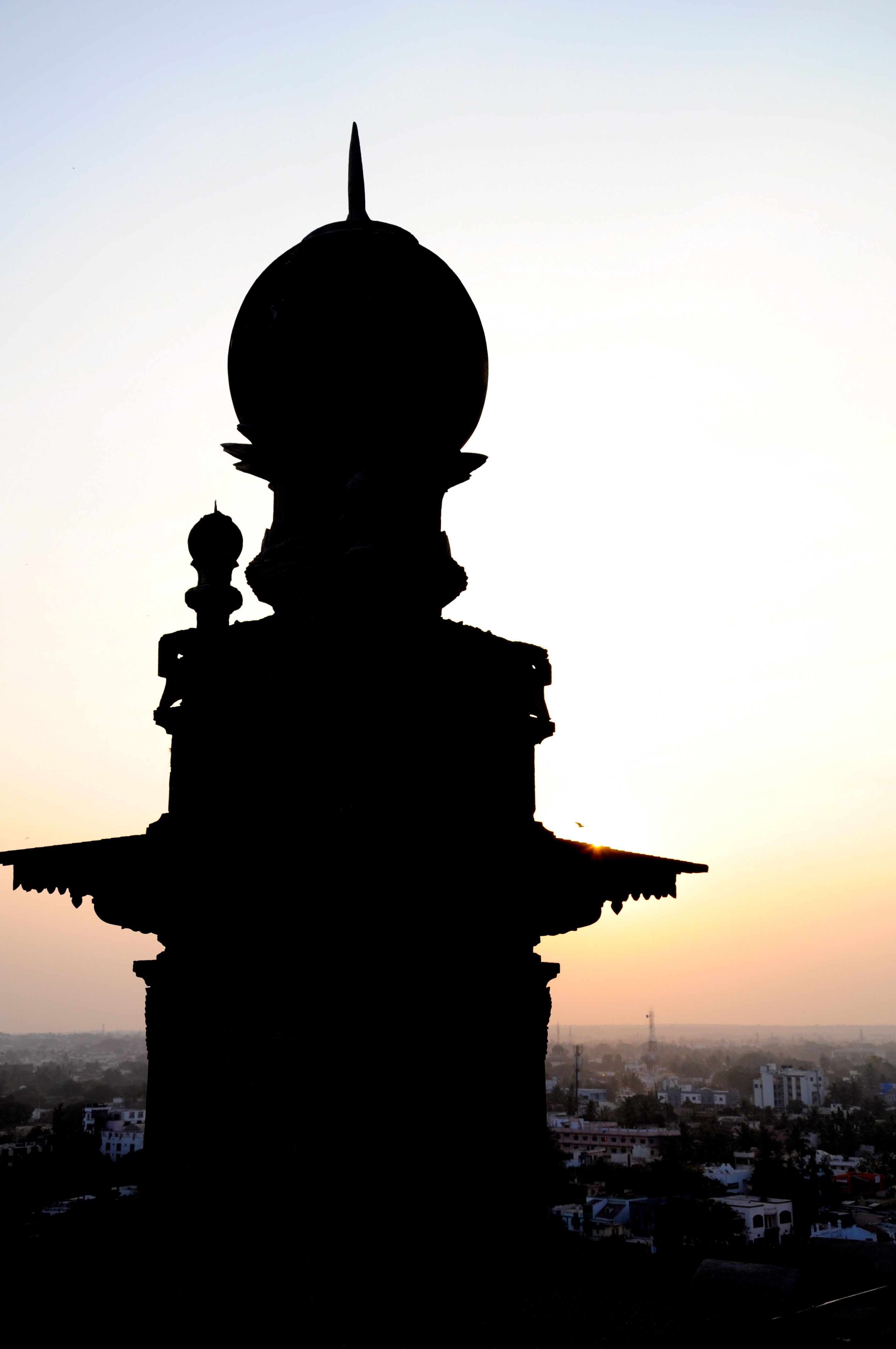
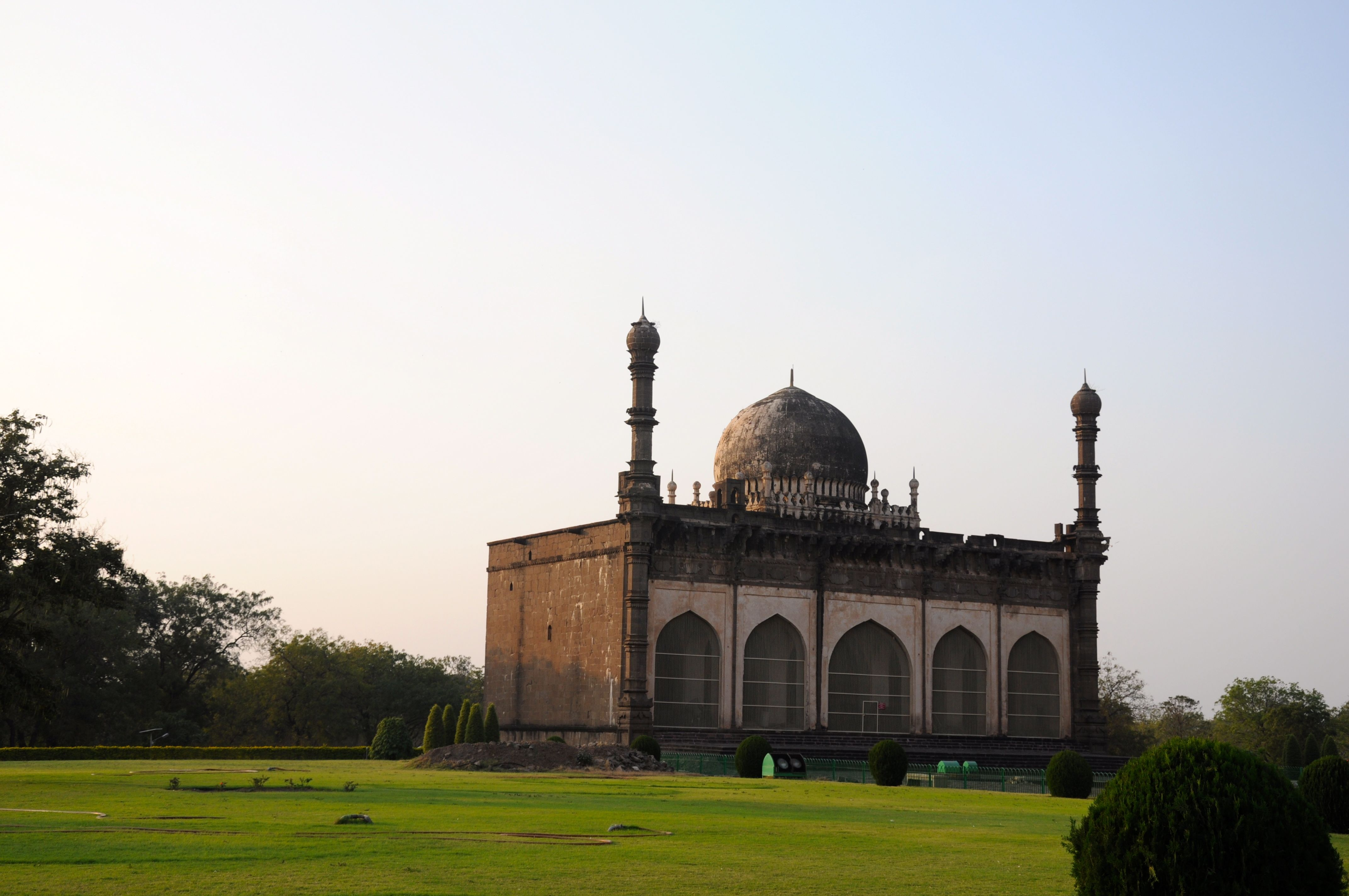
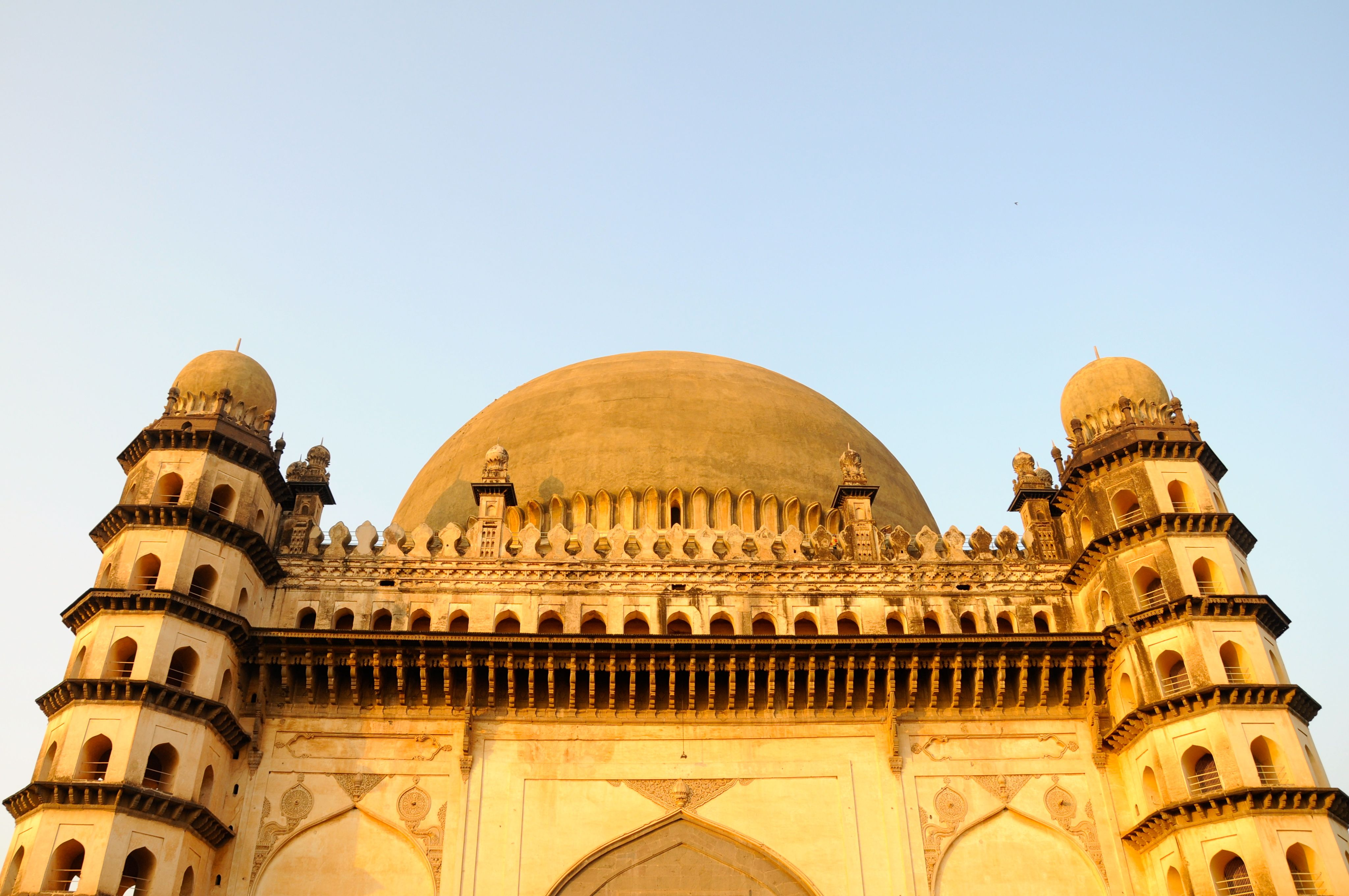
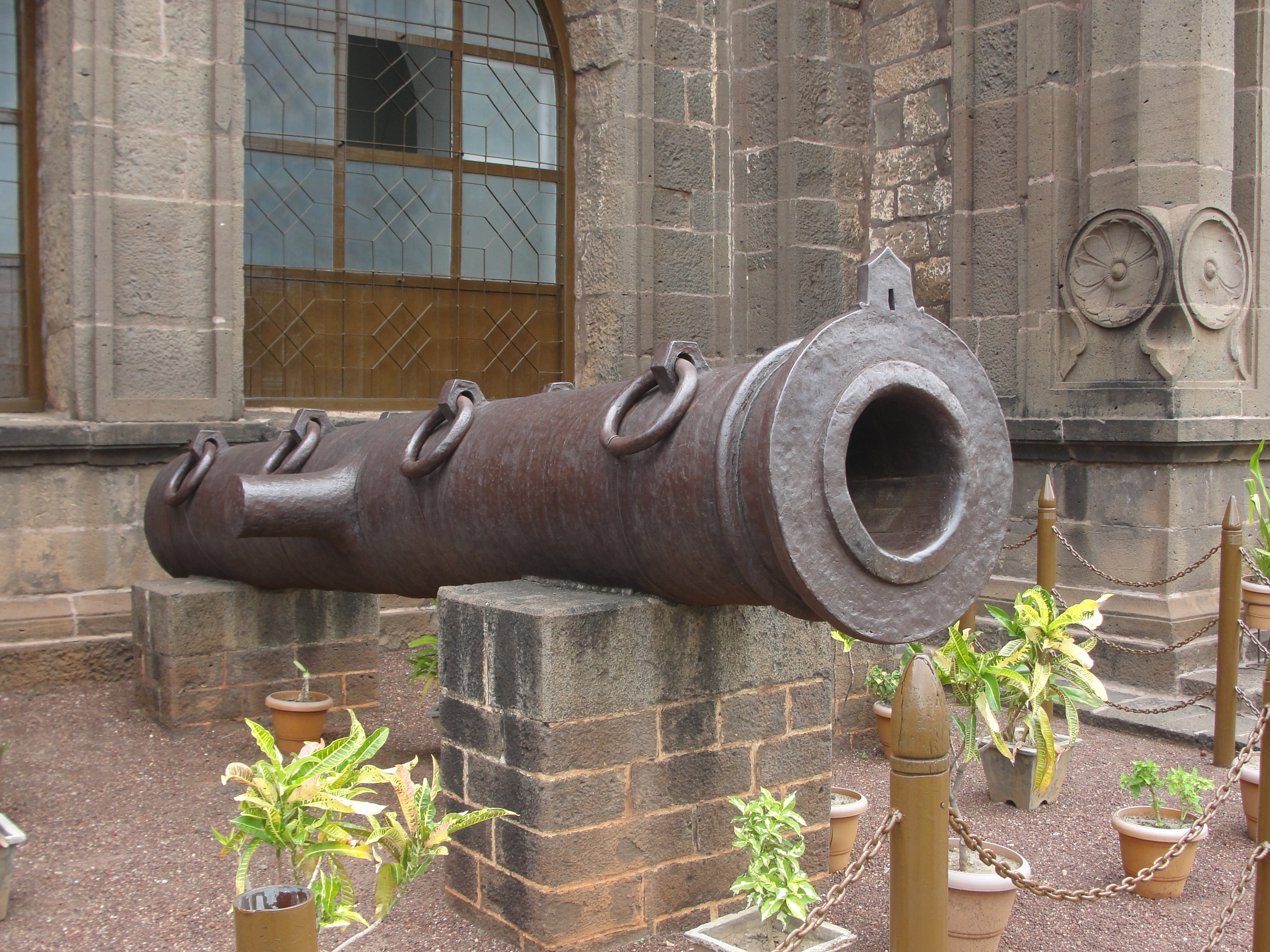
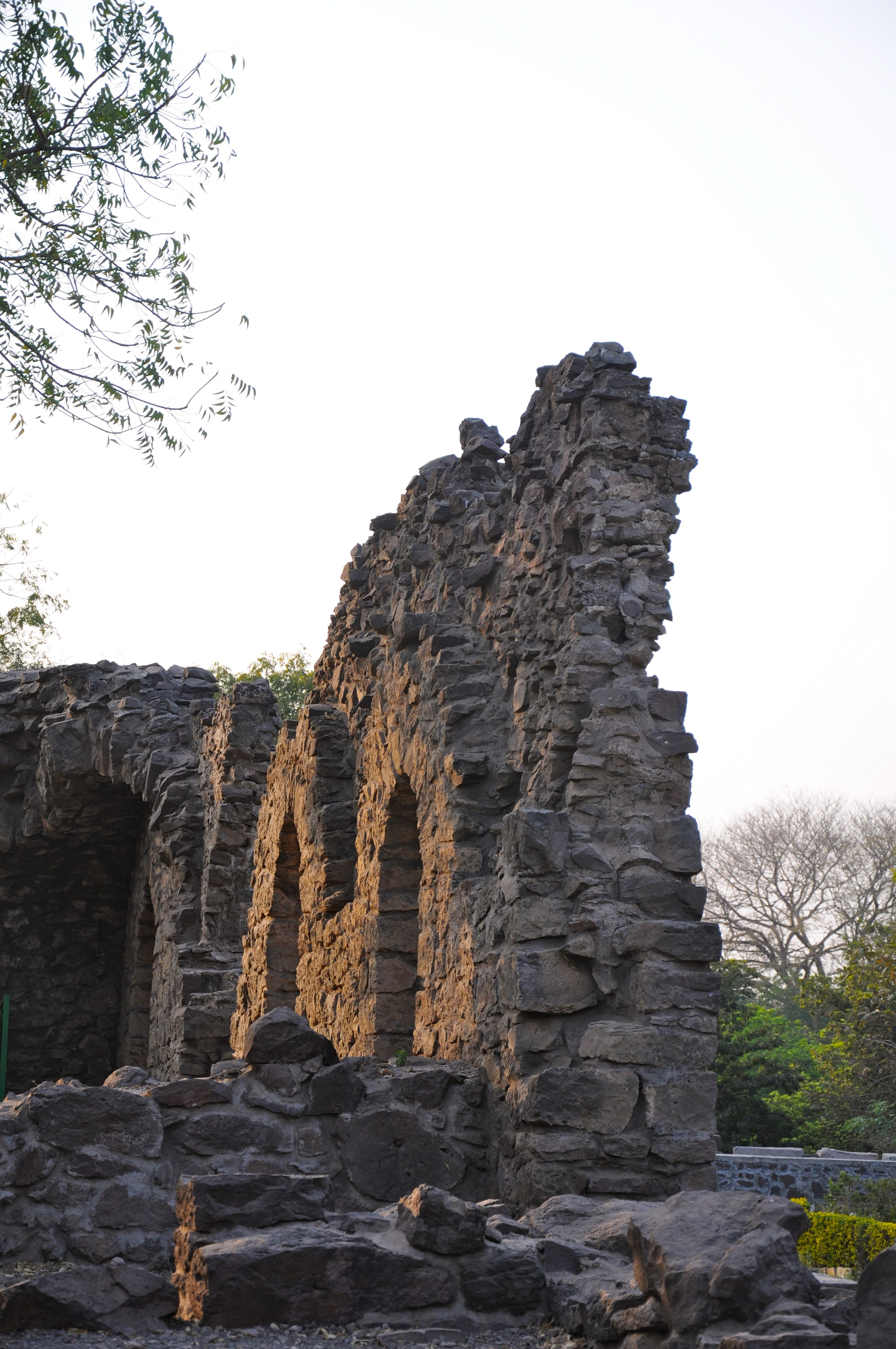

## Fordítás
- Ez a szócikk részben vagy egészben  a   Gol Gumbaz című angol Wikipédia-szócikk ezen változatának fordításán alapul.  Az eredeti cikk szerkesztőit annak laptörténete sorolja fel. Ez a jelzés csupán a megfogalmazás eredetét és a szerzői jogokat jelzi, nem szolgál a cikkben szereplő információk forrásmegjelöléseként.